# Casa de la Volta (Avinyonet de Puigventós)
La Casa de la Volta és una obra d'Avinyonet de Puigventós (Alt Empordà) inclosa a l'Inventari del Patrimoni Arquitectònic de Catalunya.

## Descripció
Casa situada als afores del poble, al camí que porta cap a Llers. És una casa de petites dimensions però que té com a element destacat la volta feta amb carreus que porta a un carreró a on hi ha altres construccions. Aquesta casa ha estat en la seva totalitat arremolinades. Només a la volta podem veure els carreus a cada costat, i els maons que la sostenen. Des de l'altre costat podem veure que la volta devia ser de majors dimensions però es va reduir.